# Krstilnica
Krstilnica tudi baptisterij (staro francosko baptisterie; latinsko baptisterium; grško βαπτιστήριον), je samostojno stoječa, pogosto osmerokotna centralna stavba največkrat zgrajena zahodno od stolnice ali župnijski cerkvi prizidana kapela za podeljevanje krstnega zakramenta.

## Izvor
Krstilnica ima izhodišče v starokrščanski dobi, ko so krstili odrasle s potapljanjem v posebni krnici (per immersionem). Starejše krstilnice so centralnega tipa raznih tlorisnih oblik, največkrat osmerokotne. V sredini krstilnice, posvečene Janezu Krstniku je včasih stal krstilni bazen, v katerega so potapljali krščence, ki ga je v novejšem času nadomestil stoječi krstilnik, ki stoji v cerkvi. V kapeli je navadno tudi oltar. Najstarejše danes znane krstilnice izvirajo iz Italije, zgrajene v 4. in 5. stoletju.

## Zasnova
Pomen zakramenta in včasih arhitekturno razkošna krstilnica je odražala pomen krsta za kristjane. Osmerokotni tloris Lateranske krstilnice, prve strukture izrecno zgrajene kot krstilnica, sledi modelu, ki bi lahko bil dvanajst stranski ali celo krožen kot v Pisi. V narteksu ali predprostoru je bilo potrebno izpovedati vero pred krstom. Glavni notranji prostor je imel na sredini krstni bazen (piscina'), v katerega so krščenca potopili trikrat. Tri stopnice so pripeljale na nivo bazena in nad njim je bil lahko zlat ali srebrn golob. Ikonografija fresk in mozaikov na stenah je bila običajno iz prizorov iz življenja svetega Janeza Krstnika. Bazen je bil sprva vedno iz kamna, kasneje so pogosto uporabljali tudi kovinske.
Bazen v Lateranski krstilnici so napolnili spomladi. Ker je bila lokacija v palaciju v Laterani pred Konstantinom, ki ga je predstavljal škof Miltiada, je bazen predstavljal vodni vir za številne popotnike. To se je hitro prijelo, da so se krščanske krstilnice razširile, pokristjanjevanje poganov pa v svetem izviru pa kot naravno možnost. Kasiodor, v pismu iz leta 527 opisuje sejem na nekdanjem poganskem svetišču Leucothea, v še kulturno grški regiji južne Italije, ki je bilo spremenjeno v krščansko krstilnico (Variae 8.33). Obstajajo tudi primeri spremembe čudežnega izvira v krstilnico Gregorja iz Toursa (umrl okoli 594) in Maximusa, škofa v Torinu (umrl okoli 466).

## Zgodovina
Krstilnice pripadajo obdobju cerkve, ko so krstili veliko število odraslih ljudi in ko je bila potopitev pravilo. Le malo ali nič sledu ni o njih, preden je Konstantin krščanstvo določil kot državno religijo, torej pred 4. stoletjem. Že v 6. stoletju je bila zgrajena krstilnica na verandi oziroma v preddverju cerkve in potem v cerkvi sami. Po 9. stoletju, s krstom dojenčkov, ki je vse bolj pravilo, so zgradili nekaj krstilnic. Nekatere starejše krstilnice so bile zelo velike, tako velika, da so slišali zbor in sinodo, ki je potekala v njih. Velikost je bila potrebna, saj je v začetku leta škof krstil vse ljudi v svoji škofiji naenkrat (zato so bile krstilnice pogosto ob stolnici in ne ob župnijskih cerkvah) in tudi zato, ker je bil obred izveden le trikrat v letu.
V mesecih, ko ni bilo krstov, je bila krstilnica zaprta s škofovim pečatom, metodo obvladovanja pravovernosti vseh krstu v škofiji. Nekatere krstilnice so bile razdeljene na dva dela, da so ločili med spoloma. Včasih je cerkev imela dve krstilnici, eno za vsak spol. Včasih so imele kamin, da bi se segreli po potopitvi.
Čeprav je bilo krstilnice prepovedano uporabljati kot pogrebne kraje s strani koncila v Auxerru (578), so  jih občasno uporabljali kot take. Florentinski protipapež Janez XXIII. je bil pokopan v krstilnici v Firencah z veliko slovesnostjo. Mnogi od zgodnjih nadškofov Canterburyja so bili pokopani v krstilnici v Canterburyju.
Krstilnice (ugotovljeno iz evidenc prvih koncilov) so bile najprej zgrajene in so se uporabljale za odpravo zla, ki je izhajal iz prakse zasebnega krsta. Takoj, ko je krščanstvo tako napredovalo, da je krst postal pravilo in kakor hitro je potopitev dala prostor za škropljenje, stare krstilnice niso bile več potrebne. So pa še vedno v splošni uporabi v Firencah in Pisi.
Lateranska krstilnica sme biti kot cerkvena stavba še vedno v uporabi. Velik del nje ostaja zgradba iz obdobja Konstantina Velikega. Osrednje območje, kjer je krstilni bazen, je osmerokotnik okrog katerega stoji osem porfirnih stebrov, z marmornimi kapiteli in ogredjem klasične oblike. Okoli njih je ambulatorij in zunanje stene, ki tvorijo večji osmerokotnik. Pritrjen na eni strani na Lateransko baziliko, ima imenitno verando z dvema lepima porfirnima stebroma in bogato izrezljanimi kapiteli, bazami in ogredjem. Okrogla cerkev Santa Costanza, tudi iz 4. stoletja, je služila kot krstilnica in vsebuje grob hčerke Konstantina. To je izredno popolna struktura z osrednjo kupolo, stebri in mozaiki. Dve stranski niši vsebujeta prve znane mozaike izrazito krščanskih predmetov. V eni je zastopan Mojzes, ki prejema Staro zavezo, v drugi Jezus Kristus zagotavlja sv. Petru listino Nove zaveze zapečateno z XP monogramom.
Najstarejša ohranjena struktura, ki je bila uporabljena kot krstilnica, je grobnica kot krstilnica v Dura-Europos. Druga krstilnica je bila izkopana v Ogleju. Ruševine krstilnic so bile ugotovljene tudi pri Saloni in na Kreti. V Raveni obstajata dve znameniti krstilnici z vdelanimi drobnimi mozaiki, ena od njih je bila zgrajena sredi 5. stoletja, in druga v 6. st. Navedenim datumom pripada tudi velika krstilnica okrašena z mozaiki v Neaplju.
Metropolitanska krstilnica v Carigradu še vedno stoji ob strani nekdanje patriarhalne cerkve Hagija Sofija (cerkev Svete modrosti). Mnoge druge so še v Siriji kot tudi nekatere, ki spadajo v cerkve v Severni Afriki. V Franciji je najbolj znana zgodnja krstilnica Saint-Jean pri Poitiersu in drugi primeri pri Riezu, Fréjusu in Aix-en-Provence. V Angliji je znana samostojna krstilnica pri Canterburyjski stolnici.

## Slavne krstilnice
Znamenite italijanske krstilnice:
- Lateranska krstilnica, Rim, je najbolj pomembna in arhitekturno najbolj vplivna krstilnica na krščanskem zahodu, ki jo je ustanovil Papež Sikst III.;
- Krstilnica San Giovanni v Forte, Ravena;
- Krstilnica v Parmi;
- Romanska krstilnica sv. Janeza Krstnika v Firencah, ki je povezana s stolnico Santa Maria del Fiore, obnovljena med 1059 in 1150; vsebuje Vrata raja, Lorenza Ghibertija
  - Baptistery competition
- Krožna kupola krstilnice v Pisi oblečena v bel marmor na Piazza dei Miracoli, Pisa, zgrajena v fazah od 1150 in romansko in gotsko arhitekturo.
- Krstilnica Albenga, datirana v 5. stoletje
- Druge so še v Ascoli Piceno, Pistoia in Padova.

Znamenite francoske krstilnice:
- Krstilnica stolnice v Fréjusu;
- Krstilnica stolnice v Aixu v Aix-en-Provence;
- Krstilnica v Poitiersu, ki slovi kot najstarejša krščanska stavba v Franciji.
- Krstilnica Leurent

Bizantinska krstilnica Svete dežele: Emmaus Nicopolis

## Krstilnice na Slovenskem
Iz antične Emone so pri arheoloških delih za osnovno šola Majde Vrhovnik najdeni ostanki krstilnice kvadratnega tlorisa iz začetka 5. stoletja.
Ob stolnici v Kopru stoji romanska kapela (rotunda) okroglega tlorisa iz 12. stoletja, ki je služila za krstilnico.
Po drugi svetovni vojni so si številne cerkve na Slovenskem prizadevale pridobiti krstilnice po zgledu tiste, ki jo je pod zvonikom cerkve v Zgornjih Stranjah uredil Plečnik.